# Heliothodes fasciata
Heliothodes fasciata är en fjärilsart som beskrevs av Edwards 1875. Heliothodes fasciata ingår i släktet Heliothodes och familjen nattflyn. Inga underarter finns listade i Catalogue of Life.